# رفع الأثقال في الدورة الرياضية العربية الثانية بيروت 1957

## توزيع الاوسمة
توزيع الأوسمة في رفع الأثقال في الدورة الرياضية العربية الثانية بيروت 1957:
| ت | البلد  | ذهبية | فضية | برونزية | المجموع |
| - | ------ | ----- | ---- | ------- | ------- |
| 1 | العراق | 3     | 2    | -       | 5       |
| 2 | لبنان  | 1     | 2    | 2       | 5       |
| 3 | سوريا  | 1     | 1    | -       | 2       |
| 4 | الأردن | 1     | -    | 1       | 2       |
| 5 | تونس   | -     | -    | 1       | 1       |

## النتائج الكاملة
| Event               | الذهبية                  | الفضية                   | البرونزية              |
| ------------------- | ------------------------ | ------------------------ | ---------------------- |
| 56الديك كغم         | أحمد الحواش (الأردن)     | عبد الواحد أحمد (العراق) | حسن المصري (لبنان)     |
| الريشة 60كغم        | هارتيون جوبنيان (لبنان)  | كاظم عبدكة (العراق)      | وجيه العابودي (الأردن) |
| الخفيف 67.5كغم      | مجيد الشمري (العراق)     | نور الدين بدر (لبنان)    | -                      |
| المتوسط75كغم        | عبد الواحد عزيز (العراق) | محمد عكش (سوريا)         | أحمد مقلد (لبنان)      |
| خفيف الثقيل 82.5كغم | ناصر ذكار (سوريا)        | عبد الرحمن شومان(لبنان)  | محمد الفاسي (تونس)     |
| الثقيل              | كامل مسعود (العراق)      | -                        | -                      |